# 하단항
하단항(下端港)은 부산광역시 사하구 하단동 1165-3 일원에 있는 소규모 어항이다.

## 주요 어종
- 웅어

## 관련 축제
- 2011년 5월 5일부터 4일간 하단항에서 부산시 수협 주관으로 '제5회 하단포구 웅어축제'가 개최된다.[1]